# Meine Frau (Tschechow)

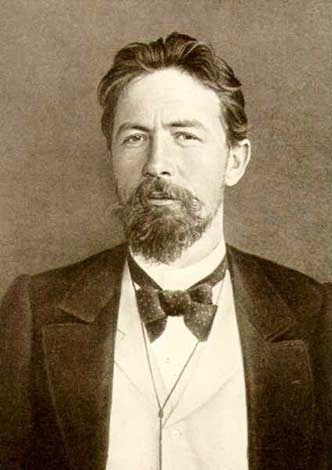
Anton Tschechow

Meine Frau (russisch Жена, Schena) ist eine Erzählung des russischen Schriftstellers Anton Tschechow, die im Januarheft 1892 der Zeitschrift Sewerny Westnik in Sankt Petersburg erschien.
Richard Hoffmann übersetzte die Erzählung 1926 ins Deutsche. Andere Übersetzungen: 1893 ins Bulgarische (Моята жена), 1895 ins Serbokroatische (Žena) und 1896 ins Schwedische (Min hustru).

## Handlung
Der 46-jährige Ich-Erzähler – der Ingenieur Pawel Andrejitsch Assorin – schreibt an einem Buch über die Geschichte der Eisenbahn. Der Kollegienrat und Kammerjunker Assorin lebt auf dem Lande  im Dorf Pestrowo – zwei Eisenbahn-Tagesreisen von Petersburg entfernt. Seinen Wohlstand hat sich der Ingenieur mit dem Brückenbau verdient. Aber es sind schlechte Zeiten – auch für die Reichen. In der Gegend um Pestrowo grassiert der Hungertyphus. Die verzweifelten Bauern waren ins Gouvernement Tomsk ausgewichen, sind aber wieder heimgekehrt. Assorin prozessiert gegen die Bauern und Gutsnachbarn. Ihm wurden „zwanzig Sack Roggen gestohlen“. Drei Bauern wurden bereits verhaftet.
Assorin ist hin- und hergerissen, will trotzdem etwas gegen die Hungersnot tun; will fünftausend Silberrubel spenden. Das Geld soll keinesfalls in die falschen Hände gelangen. Wie muss die Verteilung organisiert werden? Assorins 27-jährige schöne Ehefrau Natalja Gawrilowna hat eine Idee. Assorin soll den alten Iwan Iwanytsch Bragin als Berater einladen.
Bragin kommt, kann auch nicht helfen und geht. Vor dem Weggang empfiehlt er dem „jungen, gesunden, reichen Mann“ eine Reise nach Petersburg oder ins Ausland.
Assorins Ehe mit Natalie, wie er seine Frau ruft, ist unglücklich. In den sieben Ehejahren hat er nicht einmal sieben Monate mit Natalie gelebt. Die Frau lenkt sich mit einem gemeinnützigen Vorhaben ab. Zusammen mit dem Landarzt Dr. med. A. M. Zobel will sie den hungernden Bauern helfen. Achttausend Rubel und Getreide haben beide bereits gesammelt. Assorin prüft die mit der Hilfsaktion verbundene stümperhafte Buchhaltung seiner Frau und bescheinigt ihr unerfahrene, lebensfremde, vertrauensselige Geschäftsführung. Einer der obligaten, abscheulichen Ehezwiste flammt auf. Natalie fühlt sich gedemütigt; möchte am liebsten vor ihrem schwierigen Mann, diesem egoistischen Menschenfeind, ins Ausland flüchten. Assorin gibt Natalie den erforderlichen Reisepass nicht heraus. Der findige Ingenieur weiß einen Ausweg: Er selbst, der auf Dr. Zobel und alle anderen Männer in Natalies Umkreis Eifersüchtige, wird in Kürze abreisen – auch, weil Natalie „der einzige Mensch auf der Welt“ ist, den er liebt; dessen Hass er nicht erträgt. Natalie glaubt das alles, sehnt seine Abreise herbei, sagt aber voraus, dieser Mann werde nicht weit kommen, werde bald umkehren.
Assorin trägt sich mit den fünftausend Rubeln in die Spendenliste ein und reist ab. Er besteigt den Zug nach Petersburg nicht, sondern macht vor der prognostizierten Umkehr einen Abstecher auf das Gut des einsamen Bragin. Dem Alten ist die Frau gestorben. Der Sohn ist gefallen. Landarzt Dr. Zobel, immer im Dienst, gesellt sich zu den beiden üppig Tafelnden. Man verdrückt zehn Gänge und spricht über die Hungernden. Bragins Bauern leben noch wie die Leibeigenen. Die Verordnung hat sich anscheinend auf dem Gut noch nicht herumgesprochen.
Bragin liest seinem Freunde Assorin die Leviten: Er habe gegen Hungernde geklagt, die ihm zwanzig Sack Roggen aus der Scheune geschleppt hätten. Assorin bagatellisiert – der Untersuchungsrichter habe die inhaftierten tatverdächtigen Bauern doch freigelassen. Bragin bringt seine kategorische Verurteilung Assorins auf einen Nenner: Er habe den Ingenieur sehr gern, doch er achte ihn nicht. Assorin trumpft auf, er werde tausend Familien zweihundert Tage durchfüttern. Nach Hause zurückgekehrt, bittet der reuige Ehemann seine Natalie, sie möge ihn nicht wieder wegjagen. Er will im Gegenzug sein „ganzes Vermögen“ an die verhungernde Landbevölkerung verschenken. Das Ehepaar Assorin schreitet zur Tat. Dr. Zobel beobachtet erfreut die „Wohltätigkeitsorgie“. Seine künftige Armut kümmert Assorin erst einmal wenig.

## Hintergrund
Der zuständige Sewerny-Westnik-Redakteur setzte den Titel durch, weil er ihn pikanter als den ursprünglichen – Auf dem Dorf – fand.
Tolstois Hausarzt Duschan Makowizki hat eine Äußerung seines Patienten zu der Erzählung überliefert: „So etwas gibt es, aber ein Künstler sollte das nicht schildern.“

## Deutschsprachige Ausgaben
- Anton P. Tschechow: Die Kleinode. Meine Frau. Aus dem Russischen übersetzt und mit einem Vorwort eingeleitet von Arthur Luther. 103 Seiten. Siegel Verlag, Frankfurt am Main 1946
- Meine Frau. Erzählung Insel Verlag, Wiesbaden 1958 (Insel-Bücherei Nr. 666). 61 Seiten. Übersetzer: Ottomar Schwechheimer und Walter Richter-Ruhland

### Verwendete Ausgabe
- Meine Frau. Aus dem Russischen übersetzt von Ada Knipper und Gerhard Dick, S. 5–57 in: Anton Tschechow: Weiberwirtschaft. Meistererzählungen, Band aus: Gerhard Dick (Hrsg.), Wolf Düwel (Hrsg.): Anton Tschechow: Gesammelte Werke in Einzelbänden. 582 Seiten. Rütten & Loening, Berlin 1966 (1. Aufl.)